# Mas Lloet de Dalt
El Mas Lloet de Dalt és una masia de Castellví de la Marca (Alt Penedès) inclosa a l'Inventari del Patrimoni Arquitectònic de Catalunya. Segurament és anterior al segle xviii. A la porta hi ha la data de 1875/1975. Segons testimoni verbal dels propietaris de la masia, aquesta havia estat un convent.

## Descripció
És una masia de planta basilical composta de planta baixa, pis i golfes. Utilització del maó vist en els marcs de les obertures i en les línies de divisió de pisos i naus. Façana de composició simètrica amb ulls de bou superiors, balcó d'un sol portal central i finestres a banda i banda. Galeria d'arcada de mig punt adossada a la nau lateral de solei. Baluard. Cellers caves i masoveria annexes. Recentment s'hi ha instal·lat una empresa que es dedica a l'elaboració de vins i caves.